# Зейналов, Вугар Тейюб оглы
Вугар Тейюб оглы Зейналов (азерб. Vüqar Teyyub oğlu Zeynalov; Пустой шаблон {{ВД-Преамбула}} ) — глава исполнительной власти Сабаильского района г. Баку (с 2018).

## Биография
Родился в 1976 году в г. Баку. Окончил факультет государственного и муниципального управления Академии государственного управления Азербайджана.
Работал юристом частной компании, главным специалистом Музея азербайджанской литературы.
Являлся директором книжного центра «Академия» НАНА, начальником отдела по внедрению инноваций, заместителем директора Азербайджанского национального музея искусств, директором книжного центра Азербайджанской Дипломатической Академии.
С 2012 по 2015 год являлся директором киноцентра «Низами».
С 28 декабря 2015 по 2018 год являлся начальником главного управления культуры г. Баку.
Глава исполнительной власти Сабаильского района г. Баку (с 30 октября 2018).